# (1787) Chiny
(1787) Chiny est un astéroïde de la ceinture principale.

## Description
(1787) Chiny est un astéroïde de la ceinture principale. Il fut découvert le 19 septembre 1950 à Uccle par Sylvain Arend. Il présente une orbite caractérisée par un demi-grand axe de 3,00 UA, une excentricité de 0,05 et une inclinaison de 8,9° par rapport à l'écliptique.

## Compléments